# Mark Paterson
Mark Paterson é um sonoplasta britânico. Venceu o Oscar de melhor mixagem de som na edição de 2013 por Les Misérables, ao lado de Simon Hayes e Andy Nelson.